# Golf Bogliaco
Il Golf Bogliaco è un campo da golf situato sulla sponda Bresciana del Lago di Garda. È costituito da 18 buche, incastonate in una conca verde con una vista spettacolare sul Lago di Garda. 
 Costruito nel 1912, è il terzo campo da Golf più antico d'Italia.

## Storia
Le prime sei buche vengono costruite nel 1912 su iniziativa di Stefano Biglia, proprietario dell'Hotel Bogliaco. Nel 1934 il percorso viene trasformato momentaneamente in un campo di frumento ed in seguito utilizzato dalla truppe tedesche come pista per aeroplani durante la Repubblica Sociale Italiana. Solamente in seguito, nel 1950 venne ripristinata l'attività golfistica e vennero aggiunte delle buche fino ad arrivare a nove.
In tempi recenti, nel 2004 vennero aggiunte ulteriori 9 buche, portando così il circolo a 18.